# Chapelle du Cheylat de Saint-Geniès
La chapelle du Cheylat de Saint-Geniès (ou du Cheylard) est un édifice religieux, situé en Périgord noir, sur la commune de Saint-Geniès, en France.

## Généralités
La chapelle est située sur le territoire de la commune de Saint-Geniès, dans le département de la Dordogne, en région Nouvelle-Aquitaine, en France. Elle a été érigée  sur une butte à 70 mètres environ de l'ancien donjon médiéval et non loin de l'église Notre-Dame-de-l'Assomption.

## Historique
La chapelle est construite en 1327 sous l'impulsion de Gausbert de la Chaminade, seigneur de Saint-Geniès. Les peintures murales à l'intérieur sont légèrement postérieures et datent vraisemblablement des années 1330-1340. Ces peintures sont maintes fois restaurées au cours du XXe siècle.
La chapelle est classée au titre des monuments historiques par arrêté du 31 août 1899.

## Architecture
La chapelle est sobre et d'allure modeste. Elle est à chevet plat, et la nef, s'étirant sur deux travées, est voûtée d'ogives.

## Les peintures murales

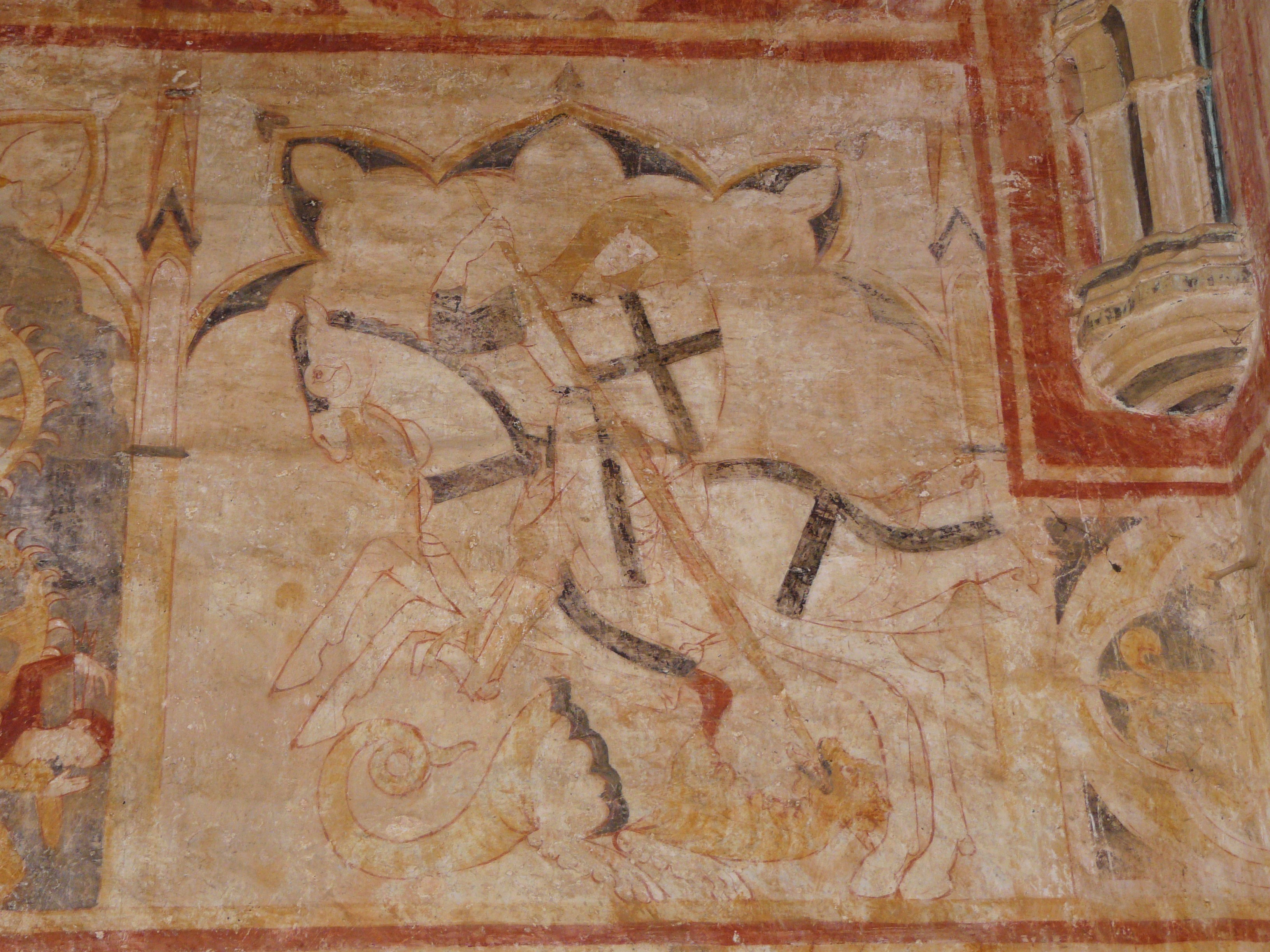
Peinture murale de saint Georges terrassant le dragon.

Les peintures murales occupent l'entièreté des murs intérieurs de la chapelle. Bien que la couche picturale et les couleurs aient partiellement disparu, le style, encore visible est de bonne qualité,. Les peintures de la partie supérieure des murs décrivent la passion du Christ, alors que les parties basses sont plutôt des scènes hagiographiques.
Sur la partie basse de la façade, représentation de saint Christophe à gauche et saint François d'Assise à gauche. Sur le mur sud, se trouvent des représentations de sainte Catherine et de saint Georges terrassant le dragon et, plus loin saint Michel et saint Paul. Sur le mur gauche, représentation d'un martyr.
Sur la partie haute de la façade, se trouve une représentation du Christ et des douze apôtres et sur la partie haute du mur sud, des scènes de la Passion : le baiser de Judas, le Christ guérissant l'oreille du soldat et la flagellation. Sur le mur du fond, le baptême du Christ surmonté d'une représentation de la Crucifixion. Sur le mur gauche, l'Annonciation.
La nef est également décorée d'un fond noir parsemé d'étoiles et de divers sujets dont anges, médaillons, etc.

## Galerie

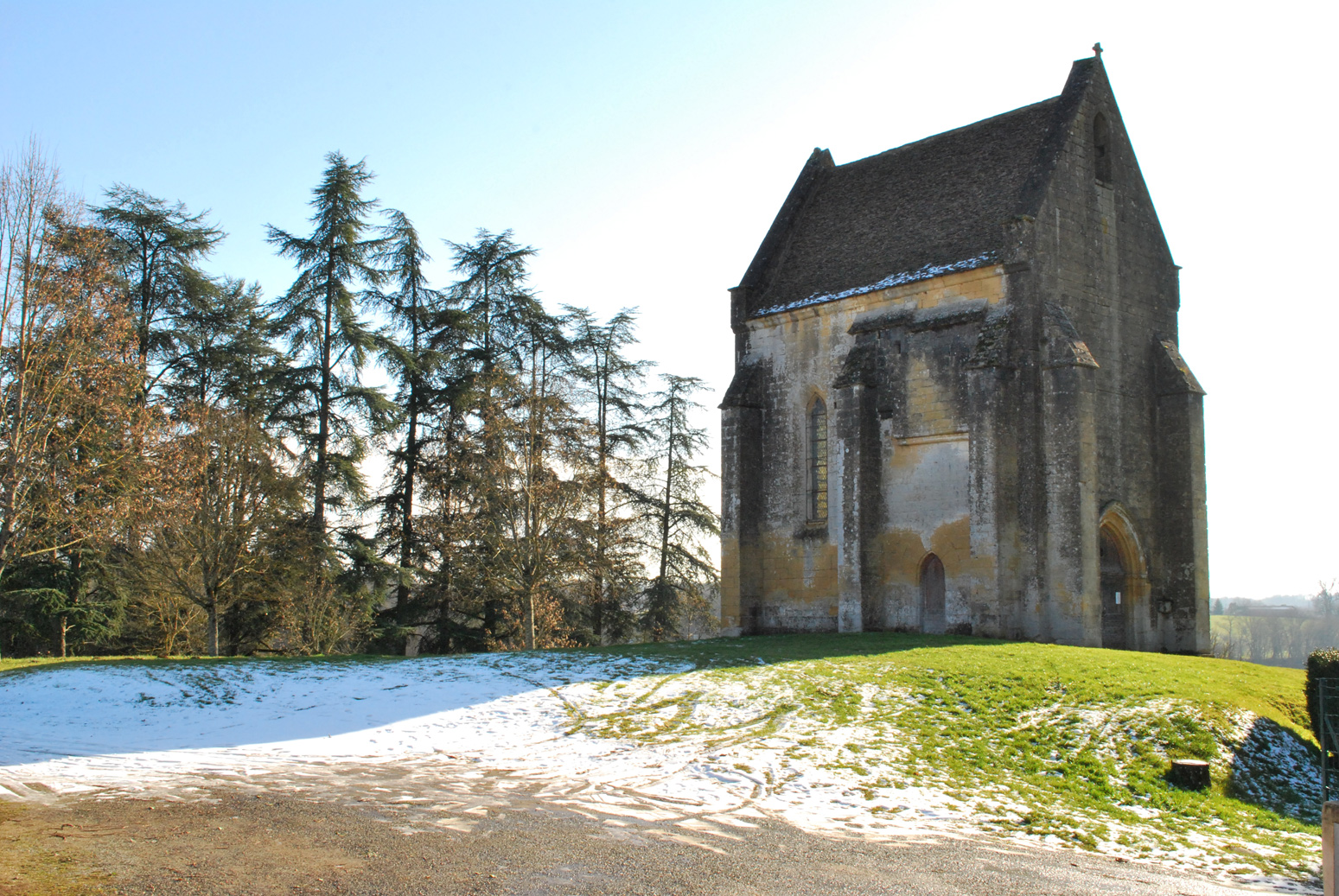
Autre vue générale.
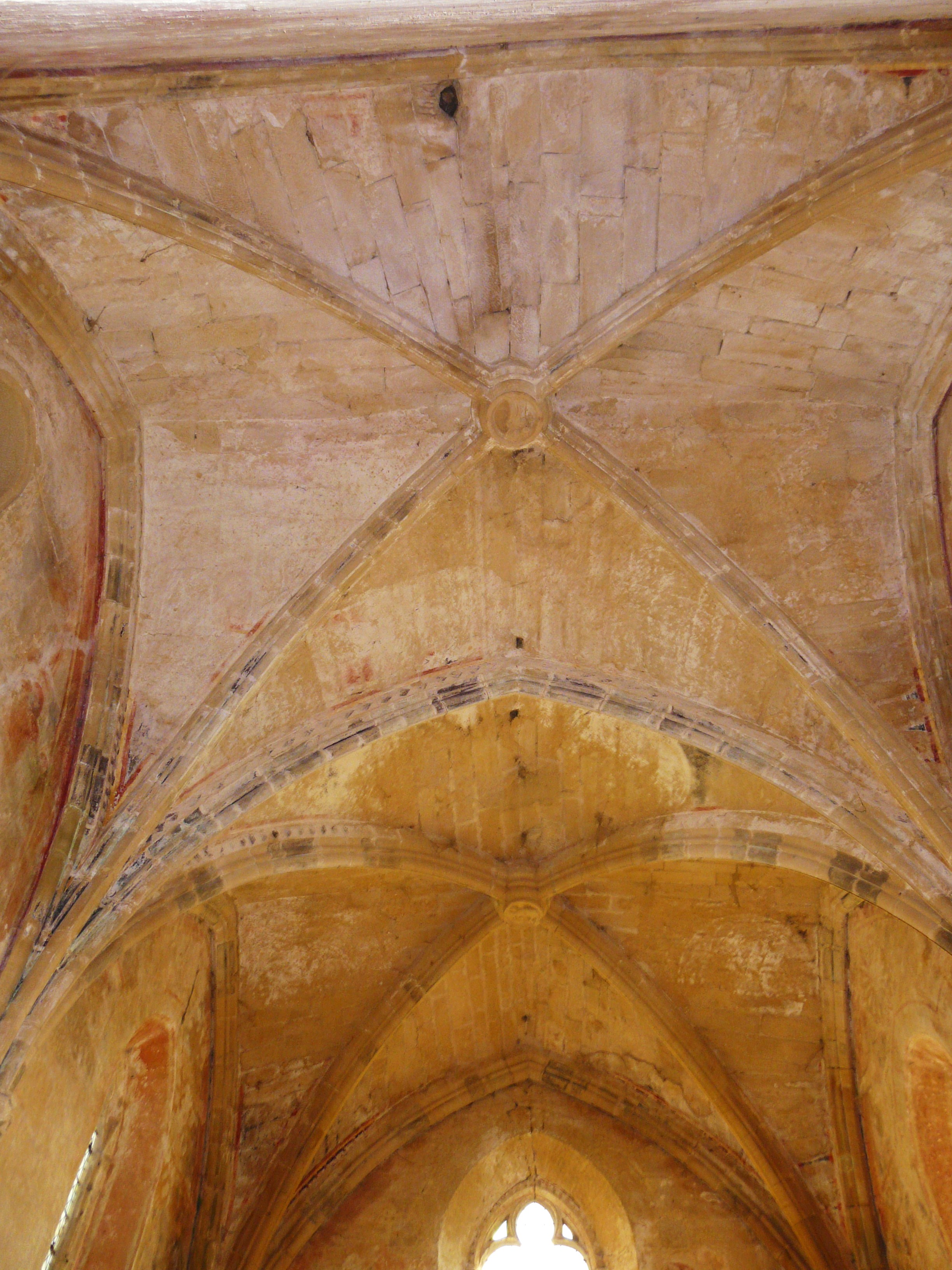
Détail de la nef.
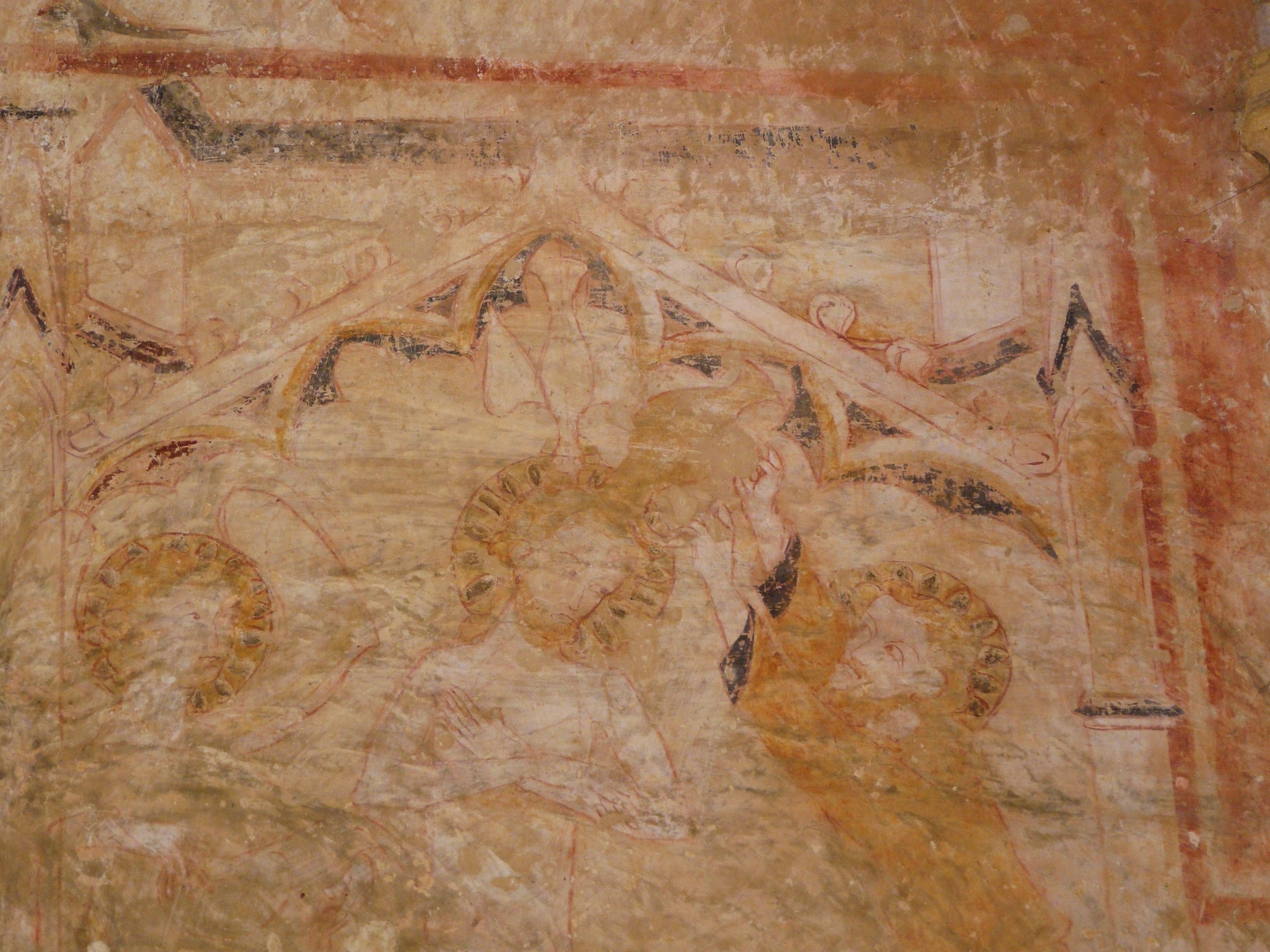
Baptême de Jésus.
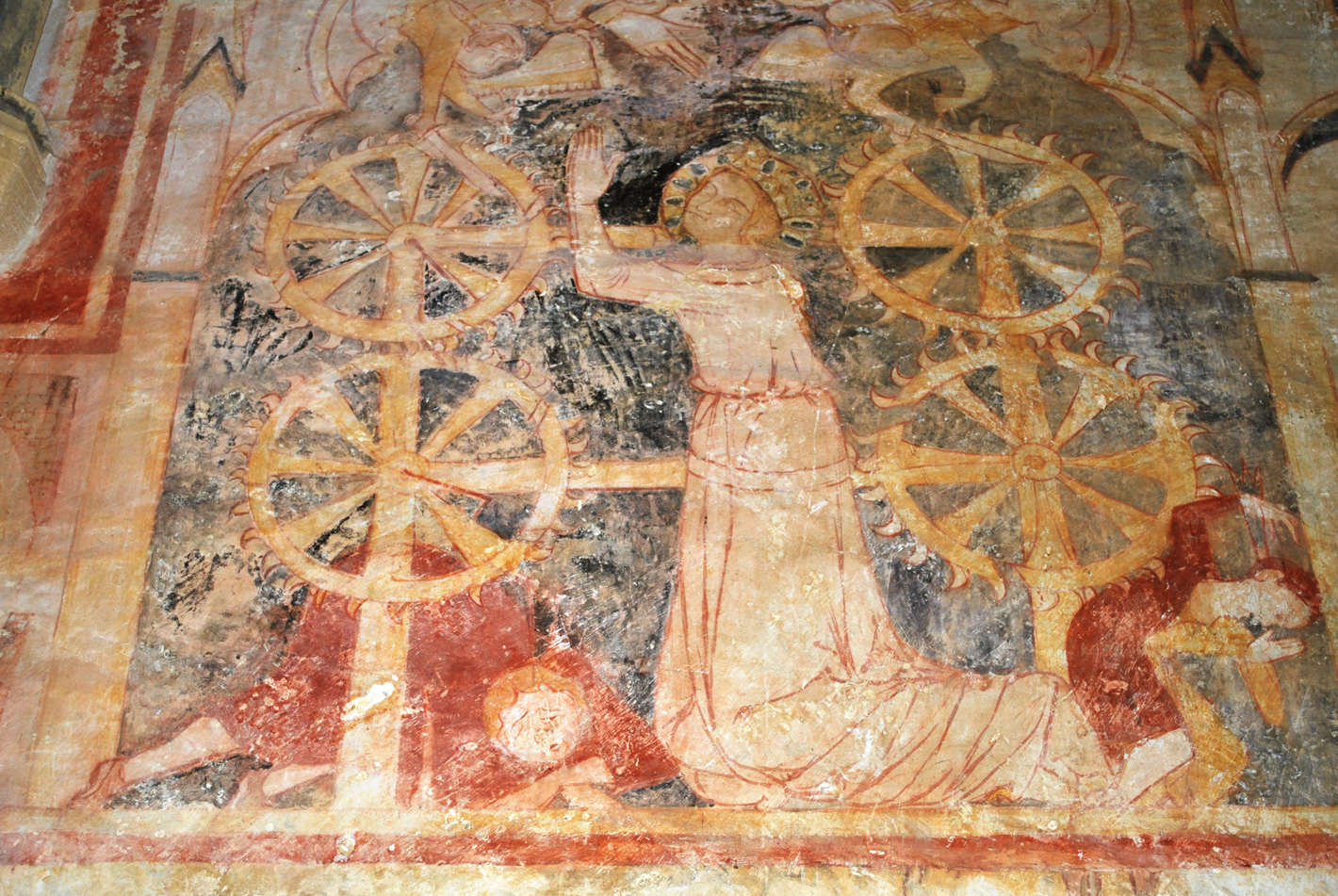
Sainte Catherine.